# Aeroportul Caruru
Aeroportul Caruru (IATA: CUO, ICAO: SKCR) este un aeroport din Vaupés⁠(d), Columbia ce deservește zona Carurú⁠(d). Aeroportul a fost tranzitat în 2022 de 2.948 de pasageri.
Situat la o altitudine de 197 m, aeroportul dispune de o singură pistă.